# Heinrich Bebel
Pour les articles homonymes, voir Bebel.
Heinrich Bebel, ou encore Bebelius, né à Ingstetten (de) près de Schelklingen en Souabe en 1472 et mort le 31 mars 1518 à Tübingen, est un écrivain allemand humaniste.

## Biographie

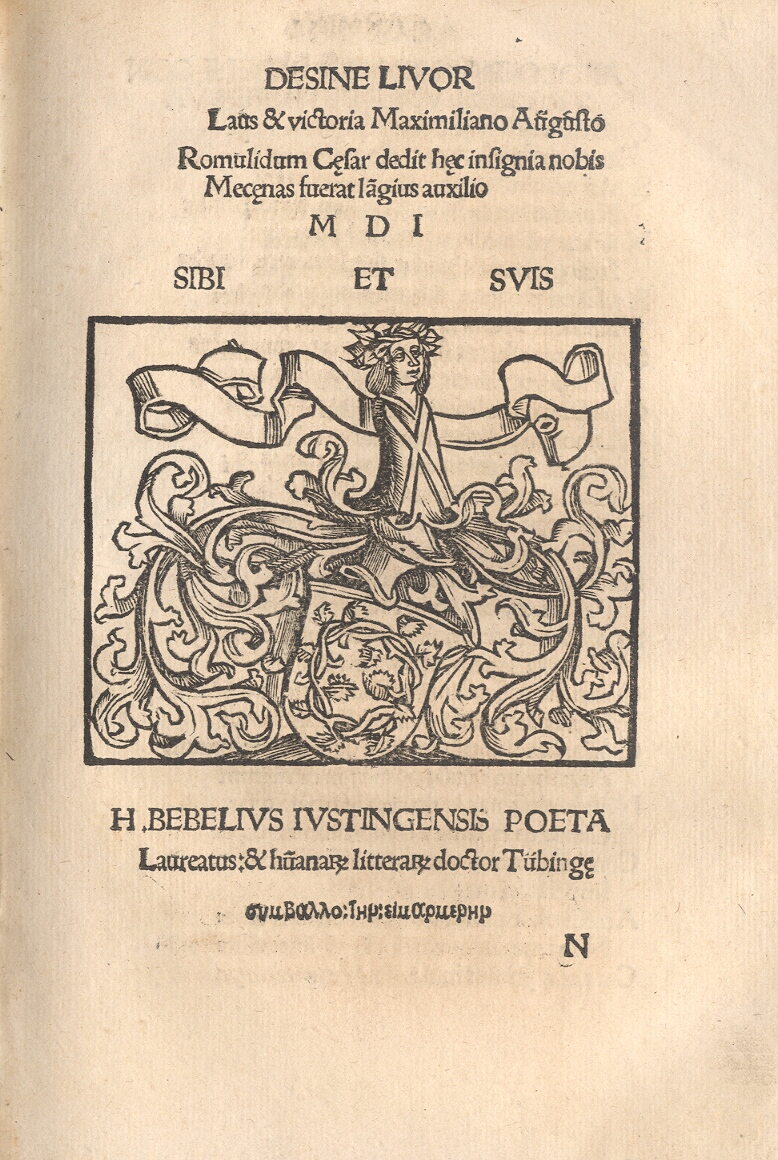
Les armoiries de Heinrich Bebel comme « poeta laureatus » (1501)

Après des études à l'université de Cracovie depuis 1492, chez Laurent Corvin, puis à l'université de Bâle chez Sébastien Brant en 1495 et enfin à Tübingen en 1496, il devient en 1497, donc à 25 ans, professeur de belles-lettres et d'éloquence à l'université de Tübingen qui venait d'être fondée 20 ans plus tôt. 
Il cultiva dans sa jeunesse la poésie latine avec un tel succès que l'empereur Maximilien Ier du Saint-Empire lui décerna la couronne de poète lauréat.
Sa collection de facéties (au sens du terme à la fin du Moyen Âge et au début de la Renaissance, c'est-à-dire une histoire très brève, souvent avec une pointe comique, parfois à contenu érotique) et son recueil de proverbes ont eu une influence durable  en Allemagne. Ses facéties ont été reprises dans des pièces de théâtre populaires par des poètes du XVIe siècle comme Jörg Wickram et Hans Wilhelm Kirchhof (de), et sont une source pour l'histoire des mœurs de  cette époque.

## Œuvres (sélection)
- Comedia Vigilantius. De optimo studio iuvenum (1501)
- Oratio ad regem Maximilianum de laudibus atque amplitudine Germaniae (1501, imprimé en  1504)
- Triumphus Veneris, souvent réimprimé, (1503)
- Ars condendi carmina, (1506)
- Ars versificandi (1506)
- De Germanorum antiquitate (1506)
- De laudibus Suevorum (1506)
- Facetiae (1506)
- Commentaria Epistolaru[m] Conficienda[rum] Henrici Bebelij lustingensis Poetę Laureati: poeticam & oratoriam publice profitentis in studio Tubingensi (1506) Édition numérique de la  bibliothèque universitaire et d'État de Düsseldorf
- Proverbia Germanica (1508)
- Libri facetiarum iucundissimi (1508-1512)
- Opuscula, une collection de dissertations savantes (1516)

- (de) Cet article est partiellement ou en totalité issu de l’article de Wikipédia en allemand intitulé « Heinrich Bebel » (voir la liste des auteurs).

Cet article comprend des extraits du Dictionnaire Bouillet. Il est possible de supprimer cette indication, si le texte reflète le savoir actuel sur ce thème, si les sources sont citées, s'il satisfait aux exigences linguistiques actuelles et s'il ne contient pas de propos qui vont à l'encontre des règles de neutralité de Wikipédia.